# Brachythecium holzingeri
Brachythecium holzingeri là một loài Rêu trong họ Brachytheciaceae. Loài này được (Grout) Grout mô tả khoa học đầu tiên năm 1922.